# Niwenskoje
Niwenskoje (russisch Нивенское, deutsch Wittenberg, Kreis Preußisch Eylau sowie Friederikenthal, litauisch Nivenskojė) ist eine Siedlung in der russischen Oblast Kaliningrad im Rajon Bagrationowsk. Der Ort Niwenskoje gehört zur kommunalen Selbstverwaltungseinheit Stadtkreis Bagrationowsk.

## Geographische Lage
Niwenskoje liegt südöstlich von Kaliningrad (Königsberg) und nördlich von Bagrationowsk (Preußisch Eylau) an der russischen Fernstraße A 195 (ehemalige deutsche Reichsstraße 128). Innerorts treffen zwei Nebenstraßen, von Lugowoje (Gutenfeld) bzw. Slawskoje (Kreuzburg (Ostpreußen)) kommend, auf die A 195 und verbinden den Ort mit der näheren Umgebung.
Die nächste Bahnstation liegt im Ortsgebiet von Niwenskoje, trägt aber – wie vor 1945 – mit Wladimirow (fast) den Namen des Nachbarortes Wladimirowo (Tharau). Sie ist Haltepunkt an der Bahnstrecke von Kaliningrad nach Bagrationowsk, einem Teilstück der früheren Ostpreußischen Südbahn, die vor 1945 bis in das heutige Polen weiterverlief. Außerdem war hier der Ausgangsbahnhof für die Kleinbahn Tharau–Kreuzburg (russisch: Wladimirowo–Sławsko).

## Geschichte

### Bis 1945

#### Niwenskoje/Friederikenthal
Das einst Friederikenthal genannte Gutsdorf liegt einen Kilometer südöstlich vom ehemals Wittenberg genannten Nachbarort. Bis nach Kaliningrad (Königsberg) sind es 18 Kilometer, und Bagrationowsk (Preußisch Eylau) liegt 22 Kilometer entfernt. Am 1. Januar 1883 wurde das Dorf als Ortschaft innerhalb des Amtsbezirks Jesau (heute russisch: Juschny) genannt und lag somit im Landkreis Preußisch Eylau im Regierungsbezirk Königsberg der preußischen Provinz Ostpreußen.
Am 1. Dezember 1910 zählte der Gutsbezirk Friederikenthal 39 Ein wohner.
Am 30. September 1928 büßte Friederikenthal seine Selbständigkeit ein und wurde zusammen mit dem Nachbargutsdorf Braxeinswalde (russisch: Otwaschnoje, heute nicht mehr existent) in die Landgemeinde Wittenberg (Niwenskoje) eingemeindet und kam so 1930 in den neu benannten Amtsbezirk Wittenberg.
1945 kam Friederikenthal mit dem ganzen nördlichen Ostpreußen zur Sowjetunion und erhielt 1946 zusammen mit dem Nachbarort Wittenberg die russische Bezeichnung „Niwenskoje“.

##### Persönlichkeiten des Ortes
- Alexander Grau (* 1. Januar 1878 in Friederikenthal; † 1938), deutscher Berufsoffizier, Filmfirmenmanager und langjähriger UFA-Vorstand

#### Niwenskoje/Wittenberg
Die früher Wittenberg (Kreis Preußisch Eylau) genannte Landgemeinde liegt 17 Kilometer von Kaliningrad (Königsberg) und 23 Kilometer von Bagrationowsk (Preußisch Eylau) entfernt. Zwischen 1874 und 1930 gehörte Wittenberg zum Amtsbezirk Jesau (heute russisch: Juschny) im Landkreis Preußisch Eylau im Regierungsbezirk Königsberg der preußischen Provinz Ostpreußen. Am 1. Dezember 1910 zählte der Ort 494 Einwohner.
In die Landgemeinde Wittenberg wurde am 1. April 1912 das nur etwa 82 Hektar große Etablissement Dorotheenhof eingemeindet. Am 30. September 1928 kamen die beiden Gutsbezirke Friederikenthal (Niwenskoje) und Braxeinswalde (Otwaschnoje)  zu Wittenberg. Der Gebiets- und Bevölkerungszuwachs machte sich bei der Einwohnerzahlen bemerkbar: 1933 betrug sie 808, 1939 bereits 896.
Am 28. Mai 1930 wurde der Amtsbezirk Jesau umbenannt: Wittenberg wurde Amtsdorf und namensgebender Ort des „Amtsbezirks Wittenberg“, der bis 1945 bestand.
Als Kriegsfolge kam Wittenberg 1945 mit dem nördlichen Ostpreußen zur Sowjetunion und erhielt 1946 zusammen mit dem Nachbardorf Friederikenthal die russische Bezeichnung „Niwenskoje“.

##### Amtsbezirk Wittenberg (1930–1945)
Am 28. Mai 1930 wurde der Amtsbezirk Wittenberg  in Umbenennung des bisherigen Amtsbezirks Jesau (heute russisch: Juschny) geschaffen, der weiterhin und bis 1945 zum Landkreis Preußisch Eylau im Regierungsbezirk Königsberg der preußischen Provinz Ostpreußen gehörte. 1930 gehörten zum Amtsbezirk die vier Landgemeinden Jesau (Juschny), Lichtenfelde (Swobodnoje), Thomsdorf (Solnetschnoje) und Wittenberg (Niwenskoje). Am 1. April 1937 wurde die Gemeinde Thomsdorf in den Amtsbezirk Uderwangen (Tschechowo) umgegliedert, so dass per 1. Januar 1945 nur noch die drei Gemeinden Jesau, Lichtenfelde und Wittenberg in den Amtsbezirk integriert waren.

### Seit 1945
Im Juli 1947 wurde Wittenberg in Niwenskoje umbenannt und gleichzeitig Sitz des neu eingerichteten Rajons Kaliningrad sowie Sitz eines Dorfsowjets. Nach der Auflösung des Rajons Kaliningrad gelangte der Ort in den Rajon Bagrationowsk. Von 2008 bis 2016 war der Ort Sitz einer Landgemeinde.

#### Niwenski selski Sowet 1947–2008
Der Dorfsowjet Niwenski selski Sowet (ru. Нивенскй сельский Совет) wurde im Juli 1947 eingerichtet. Er lag zunächst im Rajon Kaliningrad. Nach der Auflösung des Rajons Kaliningrad gelangte der Dorfsowjet in den Rajon Bagrationowsk. Nach dem Zerfall der Sowjetunion bestand die Verwaltungseinheit als Dorfbezirk Niwenski selski okrug (ru. Нивенскй сельский округ). Im Jahr 2008 wurden im Rahmen der kommunalen Selbstverwaltung die verbliebenen sechs Orte des Dorfbezirks in die neu gebildete Landgemeinde Niwenskoje selskoje posselenije eingegliedert (Maloje Otwaschnoje und Otwaschnoje erst im Jahr 2010).
| Ortsname                             | Name bis 1947/50           | Bemerkungen                                                                               |
| ------------------------------------ | -------------------------- | ----------------------------------------------------------------------------------------- |
| Jamskoje (Ямское), vor 1975: Juschny | Katharinenhof              | Der Ort wurde 1950 umbenannt und vor 1975 an den Ort Juschny angeschlossen.               |
| Juschny (Южный)                      | Jesau und Marienhöh        | Der Ort wurde 1950 umbenannt.                                                             |
| Maloje Otwaschnoje (Малое Отважное)  | (zu Wickbold)              | Der Ortsname wurde in Anlehnung an den Ortsnamen Otwaschnoje gebildet.                    |
| Niwenskoje (Нивенское)               | Wittenberg                 | Verwaltungssitz                                                                           |
| Otwaschnoje (Отважное)               | Wickbold und Braxeinswalde | Der Ort wurde 1947 umbenannt und war zunächst in den Dorfsowjet Selenopolski eingeordnet. |
| Partisanskoje (Партизанское)         | Schönmohr                  | Der Ort wurde 1947 umbenannt und war zunächst in den Dorfsowjet Marijski eingeordnet.     |
| Sewerny (Северный)                   |                            | Ein zwischen Niwenskoje und Juschny gelegener Ort, der aus dem Sowchos Juschny entstand.  |
| Swobodnoje (Свободное)               | Lichtenfelde               | Der Ort wurde 1950 umbenannt und vor 1988 verlassen.                                      |

#### Niwenskoje selskoje posselenije 2008–2016

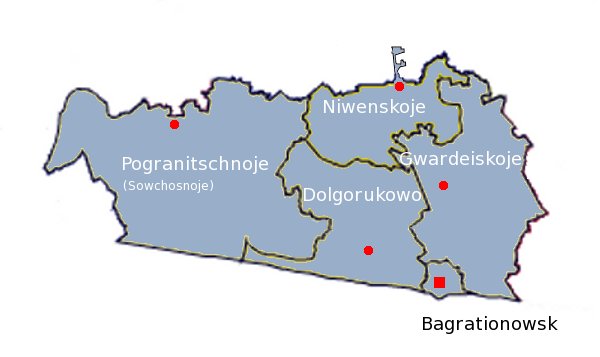
Die Lage der Landgemeinde Niwenskoje selskoje posselenije im Nordosten des Rajon Bagrationowsk

Die Landgemeinde Niwenskoje selskoje posselenije (ru. Нивенское сельское поселение) wurde im Jahr 2008 eingerichtet. Ihr waren 13 jeweils als „Siedlung“ (russisch: possjolok) eingestufte Ortschaften zugeordnet. Sie gehörten vorher zu den Dorfbezirken Niwenski selski okrug und  Wladimirowski selski okrug. Im Jahr 2017 ging die Gemeinde in den neu geschaffenen Stadtkreis Bagrationowsk auf.
| Ortsname                             | Name (bis 1947/1950)                                                 |
| ------------------------------------ | -------------------------------------------------------------------- |
| Juschny (Южныӣ)                      | Jesau und Katharinenhof                                              |
| Kalmykowo (Калмыково)                | Heyde                                                                |
| Lineinoje (Линейное)                 | Arweiden und Bögen                                                   |
| Maiskoje (Майское)                   | Groß Bajohren (1938–1945 Baiersfelde) und Packerau                   |
| Maloje Otwaschnoje (Малое Отважное)* | Klein Wickbold                                                       |
| Niwenskoje (Нивенское)               | Wittenberg und Friederikenthal                                       |
| Otwaschnoje (Отважное)*              | Wickbold und Braxeinswalde                                           |
| Partisanskoje (Партизанское)         | Schönmohr                                                            |
| Pobeda (Победа)                      | Arnsberg und Struwe                                                  |
| Sadowoje (Садовое)                   | (unbenannter Wohnplatz, ehem. Nordteil der Stadt Kreuzburg (Ostpr.)) |
| Saretschnoje (Заречное)              | Ramsen, Dopsattel und Liepnicken                                     |
| Sewerny (Северный)                   | Marienhof, Kreis Preußisch Eylau                                     |
| Wladimirowo (Владимирово)            | Tharau und Ernsthof                                                  |

(Die mit * gekennzeichneten Siedlungen kamen erst 2010 zur Niwenskoje selskoje posselenije und gehörten von 2008 bis 2010 zur Nowomoskowskoje selskoje posselenije).

## Kirche

### Bis 1945
Die Einwohner in Friederikenthal und Wittenberg (mit Dorotheenhof, russisch Aksjonowo) waren vor 1945 fast ausnahmslos evangelischer Konfession. Während Friederikenthal und Dorotheenhof in die Kirche Jesau (heute russisch: Juschny) eingepfarrt war, gehörte Wittenberg zum Kirchspiel Tharau (Wladimirowo). Beide Pfarrsprengel lagen im Kirchenkreis Preußisch Eylau (Bagrationowsk) innerhalb der Kirchenprovinz Ostpreußen der Kirche der Altpreußischen Union.

### Seit 1946
Während der Zeit der Sowjetunion war kirchliches Lebens durch staatliche Anordnungen nicht möglich. Erst in den 1990er Jahren bildeten sich in der Oblast Kaliningrad neue evangelisch-lutherische Gemeinden. Die Niwenskoje am nächsten liegenden sind die Auferstehungskirchengemeinde in Kaliningrad (Königsberg) und deren Filialkirche, die Dorfkirchengemeinde in Gwardeiskoje (Mühlhausen). Beide gehören zur Propstei Kaliningrad in der Evangelisch-lutherischen Kirche Europäisches Russland (ELKER).